# Legadue
Legadue fue la segunda división del baloncesto masculino en Italia desde 2001 hasta 2013. Actualmente la segunda división italiana es la Serie A2.

## Historia
El Campionato di Legadue o, más simplemente, Legadue, fue la segunda categoría profesional del baloncesto masculino italiano, hasta la reforma de las ligas ocurrida al término de la temporada 2012/13.  El organizador era la Legadue por delegación de la Federación italiana de baloncesto (FIP).
La Legadue derivó de la reorganización de la antigua Lega Basket la cual, el 20 de junio de 2001, se dividió en dos organismos: la Lega Società di Pallacanestro di Serie A, encargada de organizar la primera categoría (la Serie A, que reemplazó a la vieja Serie A1), y la Legadue, entidad organizadora de la segunda categoría (también llamada Legadue, en lugar de la vieja Serie A2).
Al término de la temporada 2012/13, la Legadue dejó de existir y en su lugar nacieron las ligas Gold y Silver, organizadas por la nueva Lega Nazionale Pallacanestro. Esta reforma representó el pase del nivel profesional al nivel amateur de la segunda división italiana.

## Sistema de competición
Cada temporada, dos equipos ascendían a la máxima categoría, la Serie A: el campeón, que lo hacía automáticamente, y el vencedor de un play-off que disputaban los 8 siguientes clasificados. Los dos últimos descendían a la Divisione Nazionale A. Al final de la primera vuelta los cuatro primeros clasificados jugaban la Copa de Italia de Legadue.

## Palmarés
| Temporada | Campeón                    | Asciende también      |
| --------- | -------------------------- | --------------------- |
| 2001-02   | Pastificio di Nola Napoli  | -                     |
| 2002-03   | Sanic Teramo               | Pallacanestro Messina |
| 2003-04   | Bipop Reggio Emilia        | Sicc Cucine Jesi      |
| 2004-05   | Upea Capo d'Orlando        | Caffè Maxim Bologna   |
| 2005-06   | Eurorida Scafati           | Premiata Montegranaro |
| 2006-07   | Sebastiani Rieti           | Scavolini Pesaro      |
| 2007-08   | Carife Ferrara             | Pepsi Caserta         |
| 2008-09   | Pallacanestro Varese       | Vanoli Soresina       |
| 2009-10   | Enel Brindisi              | Dinamo Sassari        |
| 2010-11   | Fastweb Casale             | -                     |
| 2011-12   | Trenkwalder Reggio Emilia  | Enel Brindisi         |
| 2012-13   | Giorgio Tesi Group Pistoia | -                     |